# Pierre-Hector Coullié
Pierre-Hector Coullié (ur. 14 marca 1829 w Paryżu, zm. 12 września 1912 w Lyonie) – francuski duchowny katolicki, kardynał, arcybiskup Lyonu.

## Życiorys
Święcenia kapłańskie przyjął 23 grudnia 1854. 29 września 1876 został mianowany biskupem koadiutorem Orleanu i wybrany tytularnym biskupem Sydonu. 19 listopada 1876 przyjął sakrę z rąk kardynała Josepha-Hippolyte'a Guiberta (współkonsekratorami byli biskupi: Félix Dupanloup i Joseph Foulon. 11 października 1878 objął biskupstwo Orleanu. 15 czerwca 1893 przeszedł na stolicę metropolitalną Lyonu, na której pozostał już do śmierci. 19 kwietnia 1897 Leon XIII wyniósł go do godności kardynalskiej z tytułem prezbitera Santissima Trinità al Monte Pincio. W 1903 wziął udział w konklawe wybierających Piusa X. Został pochowany w Katedrze św. Jana Chrzciciela w Lyonie.